# Salles-de-Belvès
Salles-de-Belvès is een gemeente in het Franse departement Dordogne (regio Nouvelle-Aquitaine) en telt 76 inwoners (2009). De plaats maakt deel uit van het arrondissement Sarlat-la-Canéda.

## Geografie
De oppervlakte van Salles-de-Belvès bedraagt 8,5 km², de bevolkingsdichtheid is dus 8,9 inwoners per km².
De onderstaande kaart toont de ligging van Salles-de-Belvès met de belangrijkste infrastructuur en aangrenzende gemeenten.

## Demografie
Onderstaande figuur toont het verloop van het inwonertal (bron: INSEE-tellingen).